# Haverleij

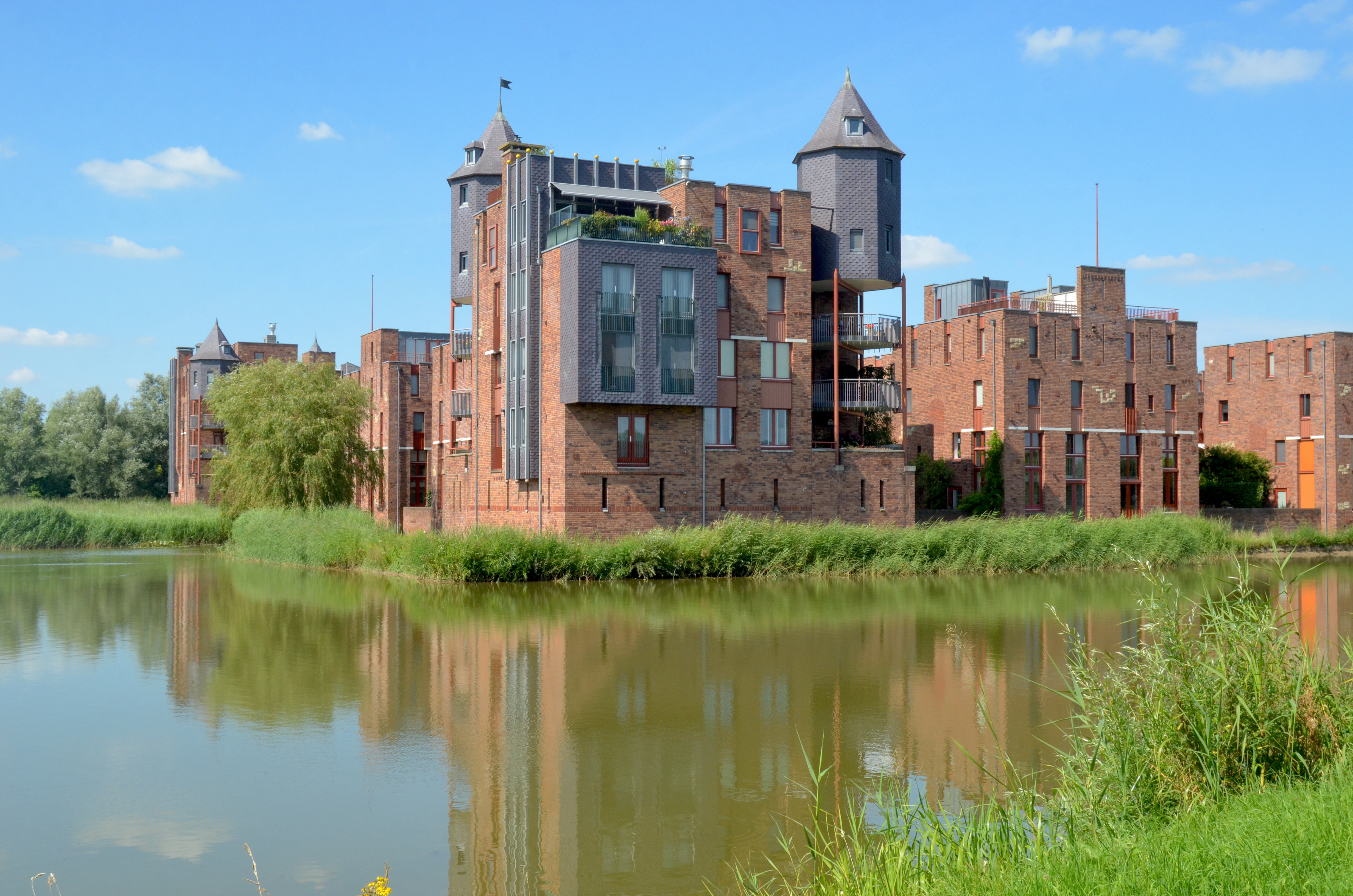
Kasteel Leliënhuyze.

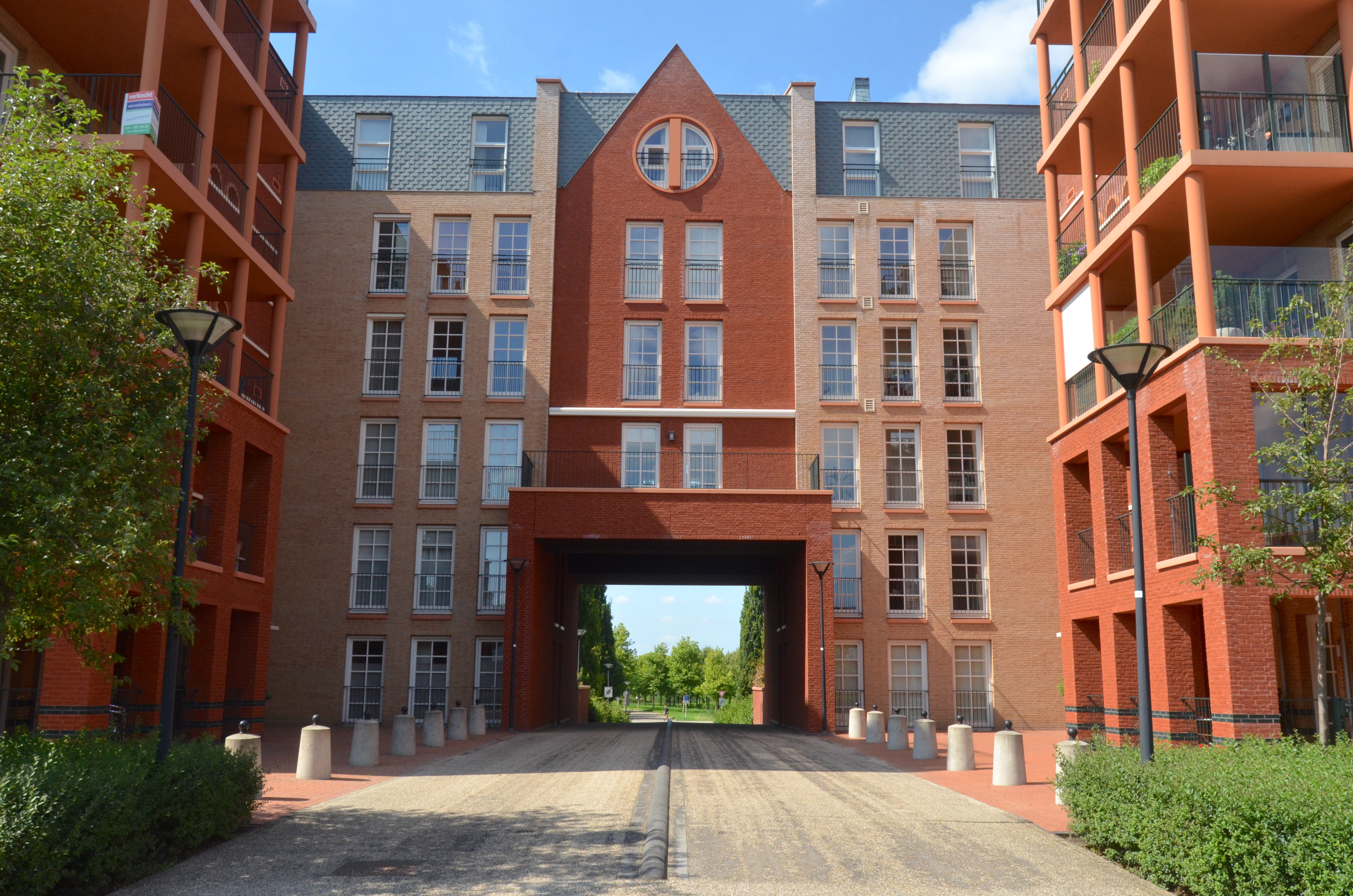
Kasteel Holterveste.

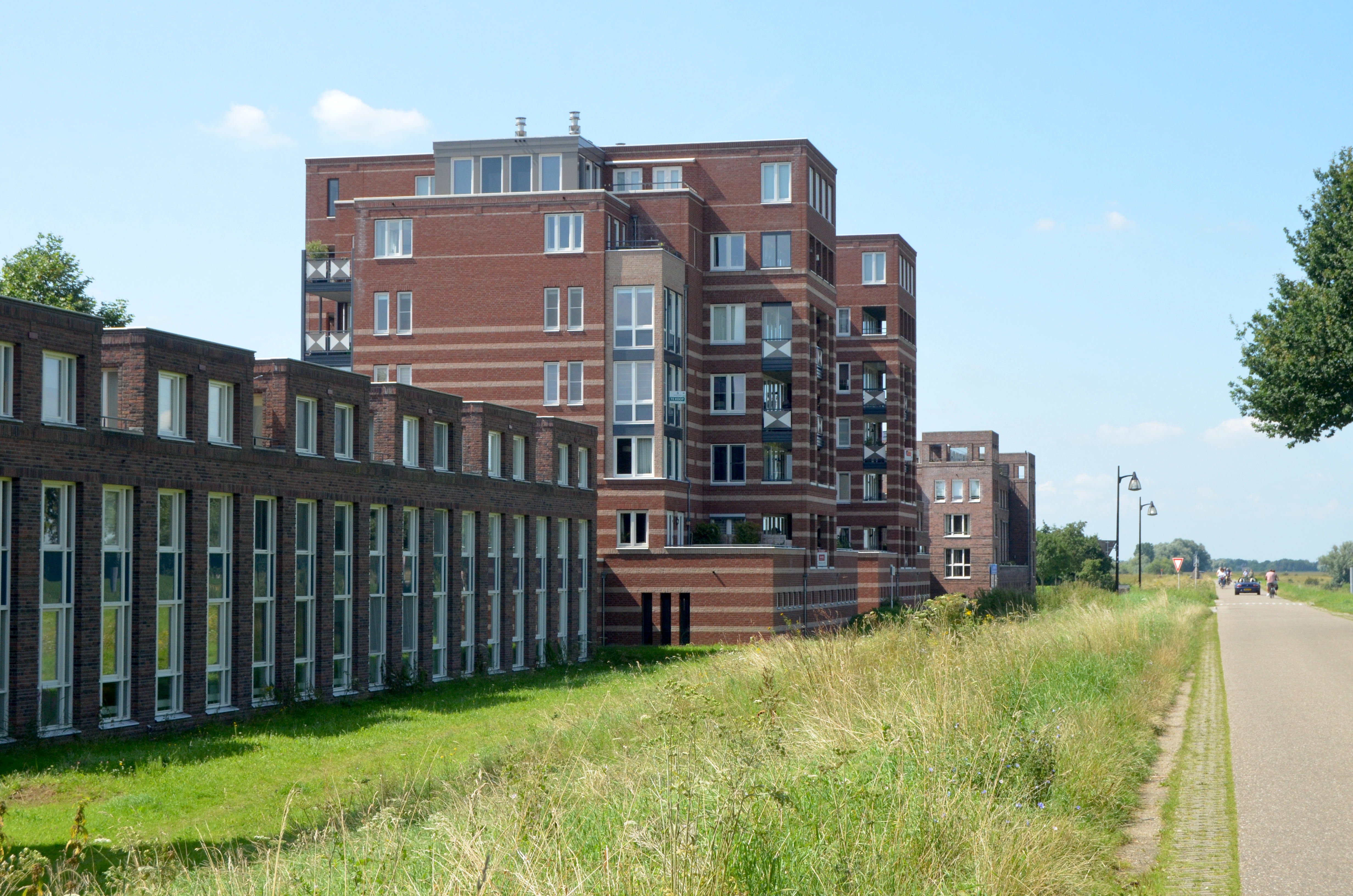
Slot Haverleij.

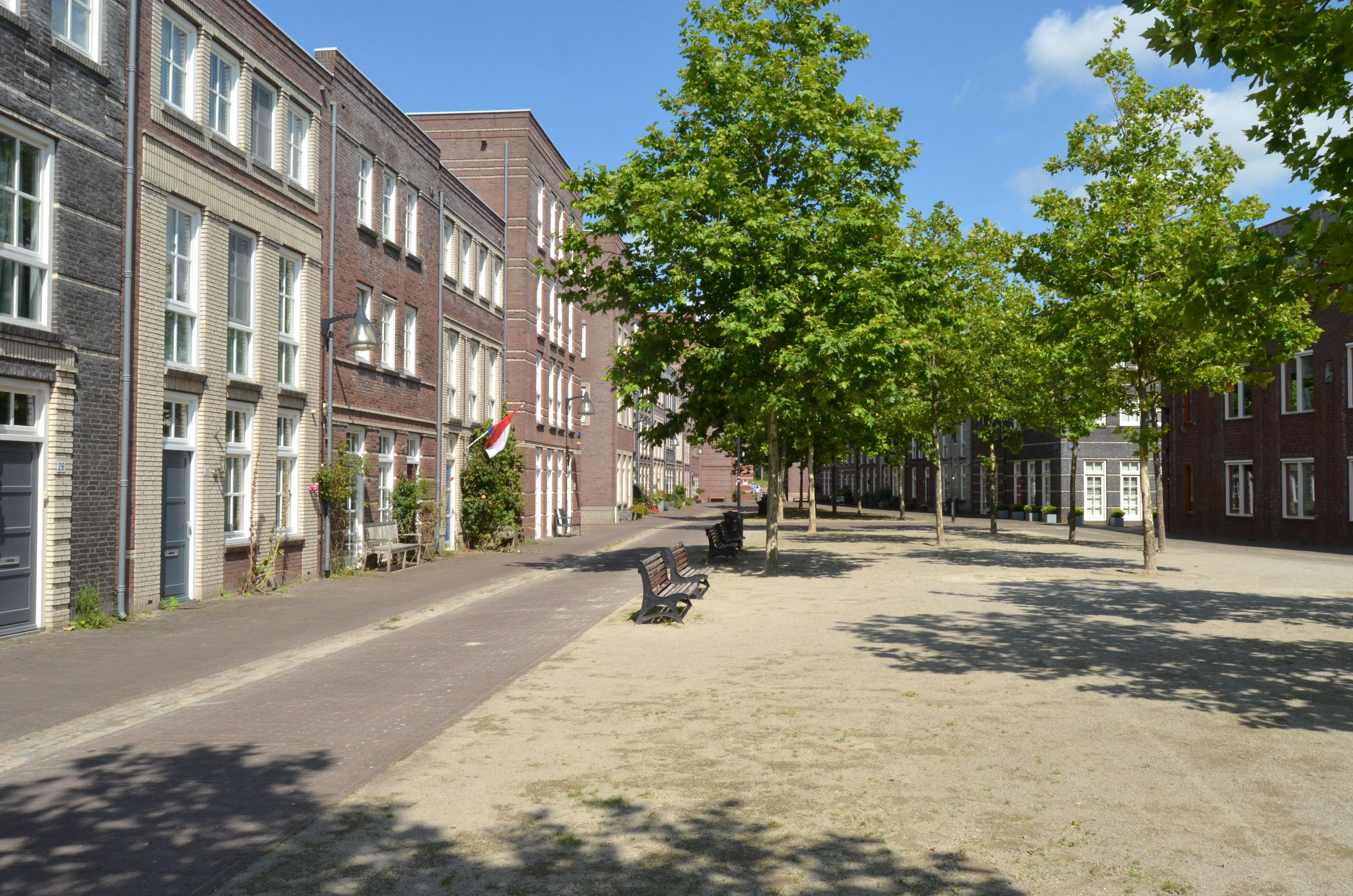
Slot Haverleij, dorpsplein.

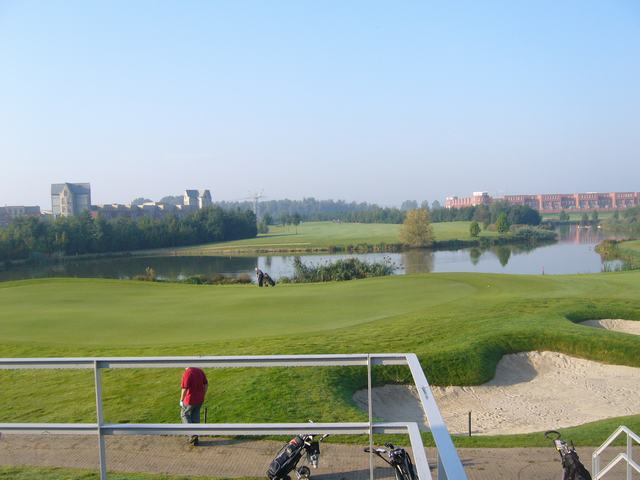
Golfbaan van De Haverleij.

De Haverleij is een nieuwbouwwijk van 181 ha in 's-Hertogenbosch in de Nederlandse provincie Noord-Brabant, op een locatie ten noordwesten van 's-Hertogenbosch, tussen Engelen en Bokhoven. Het stedenbouwkundig ontwerp is van Sjoerd Soeters en Paul van Beek. In augustus 2000 is begonnen met de bouw. De laatste onderdelen van het project werden opgeleverd in 2023. De woonwijk kan 2.500 tot 3.000 inwoners huisvesten en bevat nieuwe natuur.

## Ontwerp
De Haverleij is geen woningbouwproject zoals veel Vinex-wijken uit dezelfde bouwperiode. Dit gebied heeft een structuur en invulling gekregen waarbij gezocht is naar een specifieke andere verhouding tussen stad en land. Er is bos gemaakt, een golfterrein, een park en het wonen is ondergebracht in 10 verschillende bouwblokken verspreid op het land. Bij het concept is uitgegaan van een landgoed. Bij de vormgeving van het wonen is uitgegaan van het begrip 'castle air' en deels ook van het principe van een vestingstad. Het grootste object is het Slot Haverleij dat een klein dorpje vormt, gelegen bij de schutsluis van het Diezekanaal. Hier omheen zijn in de open polder negen "kastelen" geplaatst, in de vorm van appartementen rond een binnenplaats, omgeven door een "gracht". Voor elk "kasteel" is een aparte architect aangetrokken; in meer of mindere mate zijn typische middeleeuwse elementen in de architectuur aanwezig, zoals ophaalbruggen, torentjes en kantelen. Ook is er een golfbaan op het terrein, kasteelbewoners kunnen uitkijken op het golfterrein. Het golfclubhuis is ontworpen door Simone Drost.

### De tien kastelen
- Velderwoude, architect Jo Crepain (2001)
- Zwaenenstede, architect: Adolfo Natalini (2002)
- Wuyvenhaerd, architect: Lucien Lafour (2003)
- Slot Haverleij: vestingmuur: Rob Krier, woningen/school: diverse architecten (2005)
- Daliënwaerd, architect Franz Demblin (2006)
- Leliënhuyze, architect: Sjoerd Soeters (2006)
- Holterveste, architect: Michael Graves (2007)
- Beeckendael, Kaan Architecten (2017)
- Heesterburgh, rijwoningen: Mulleners + Mulleners, burcht: Sjoerd Soeters (2022)
- Oeverhuyze, architect: Sjoerd Soeters (2023)

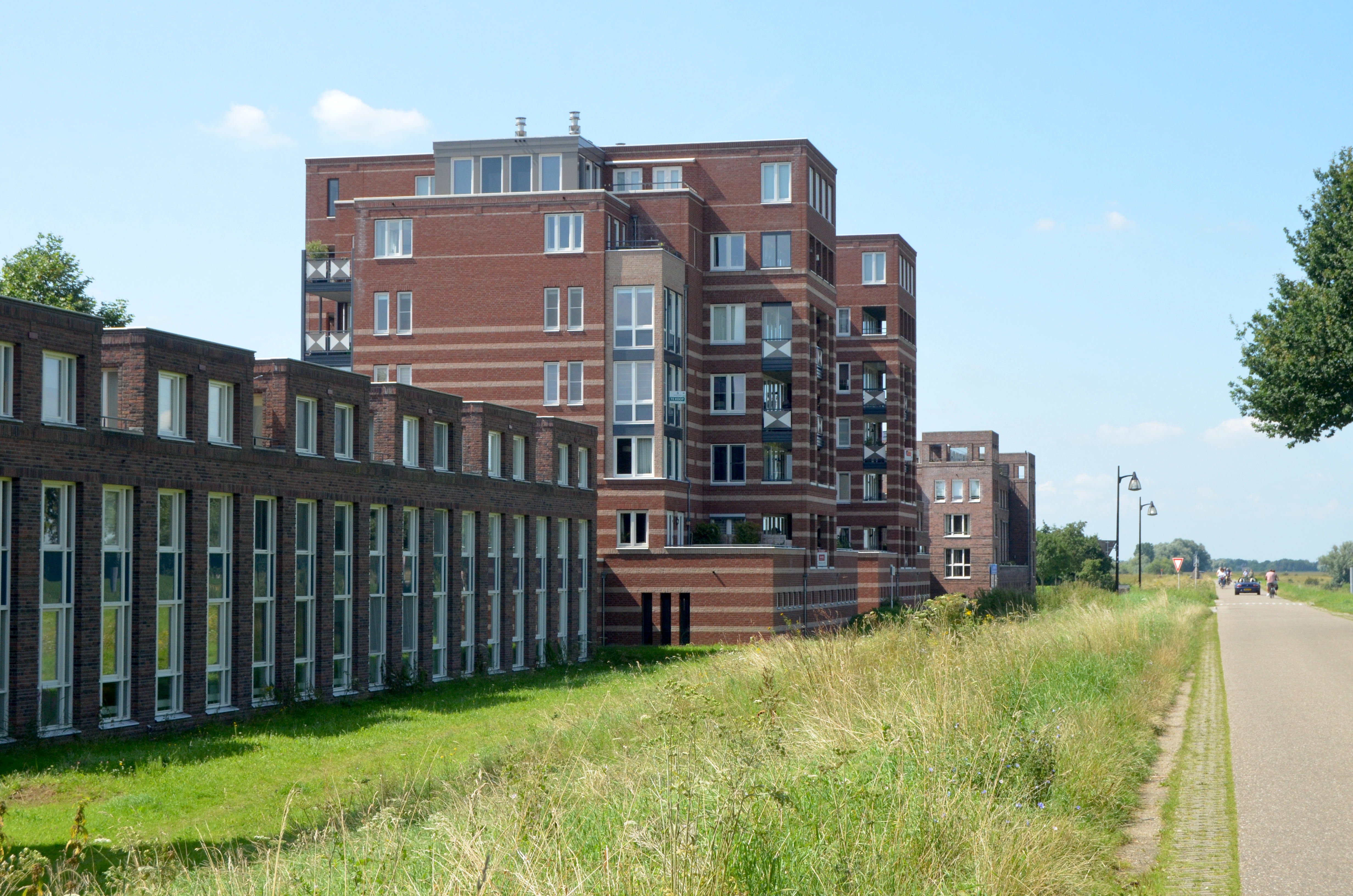
Slot Haverleij.
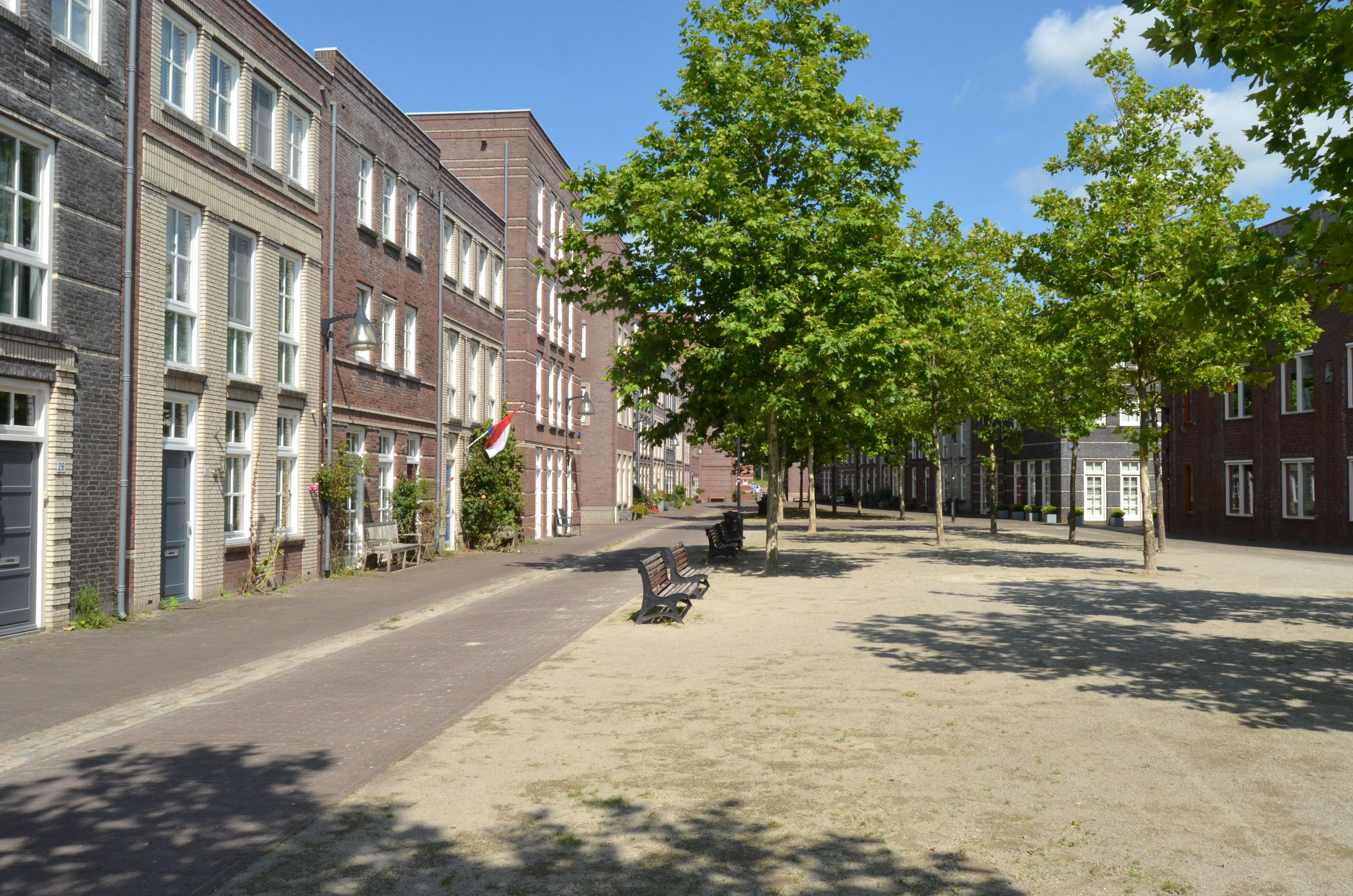
Slot Haverleij.
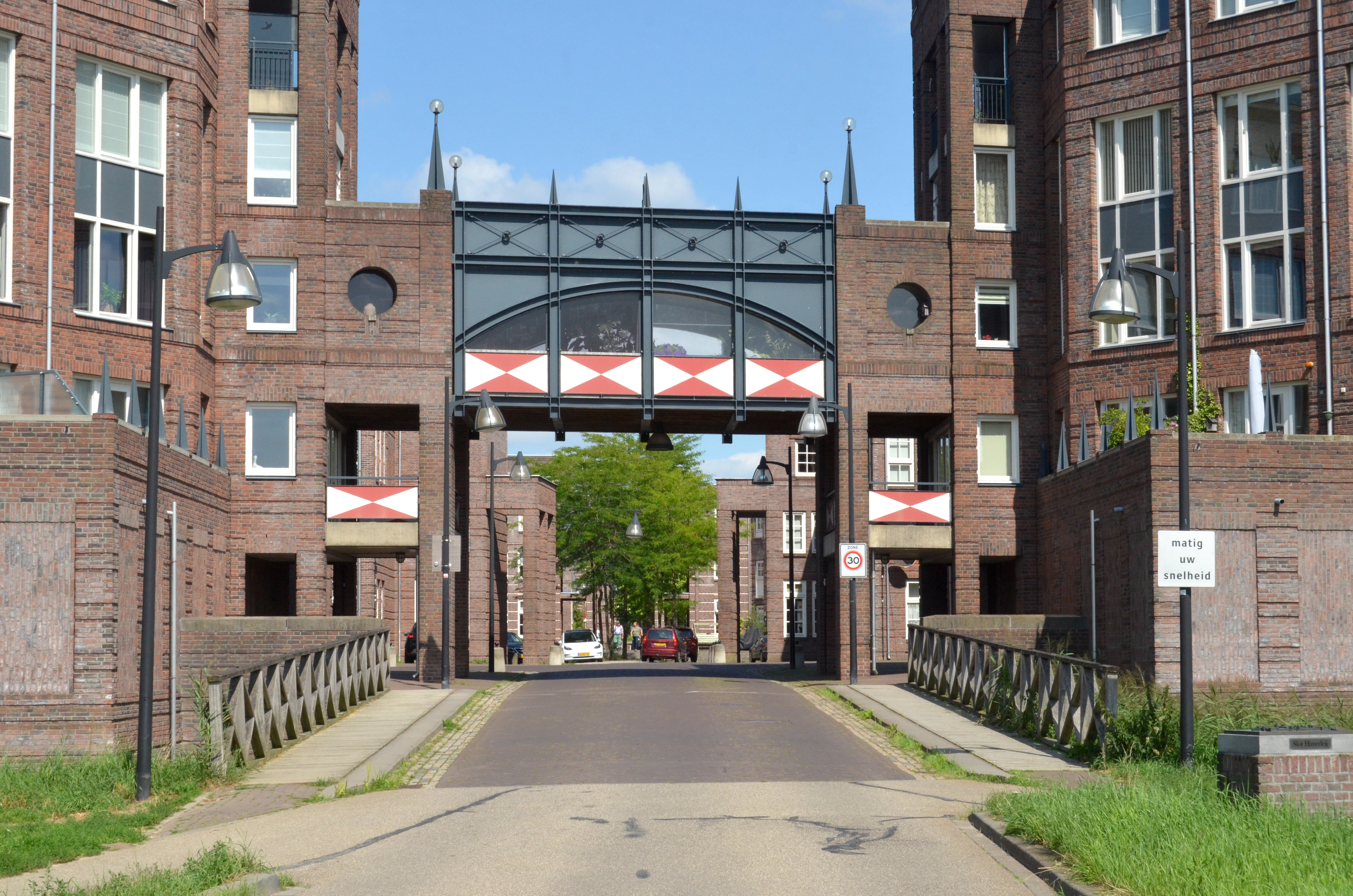
Slot Haverleij.
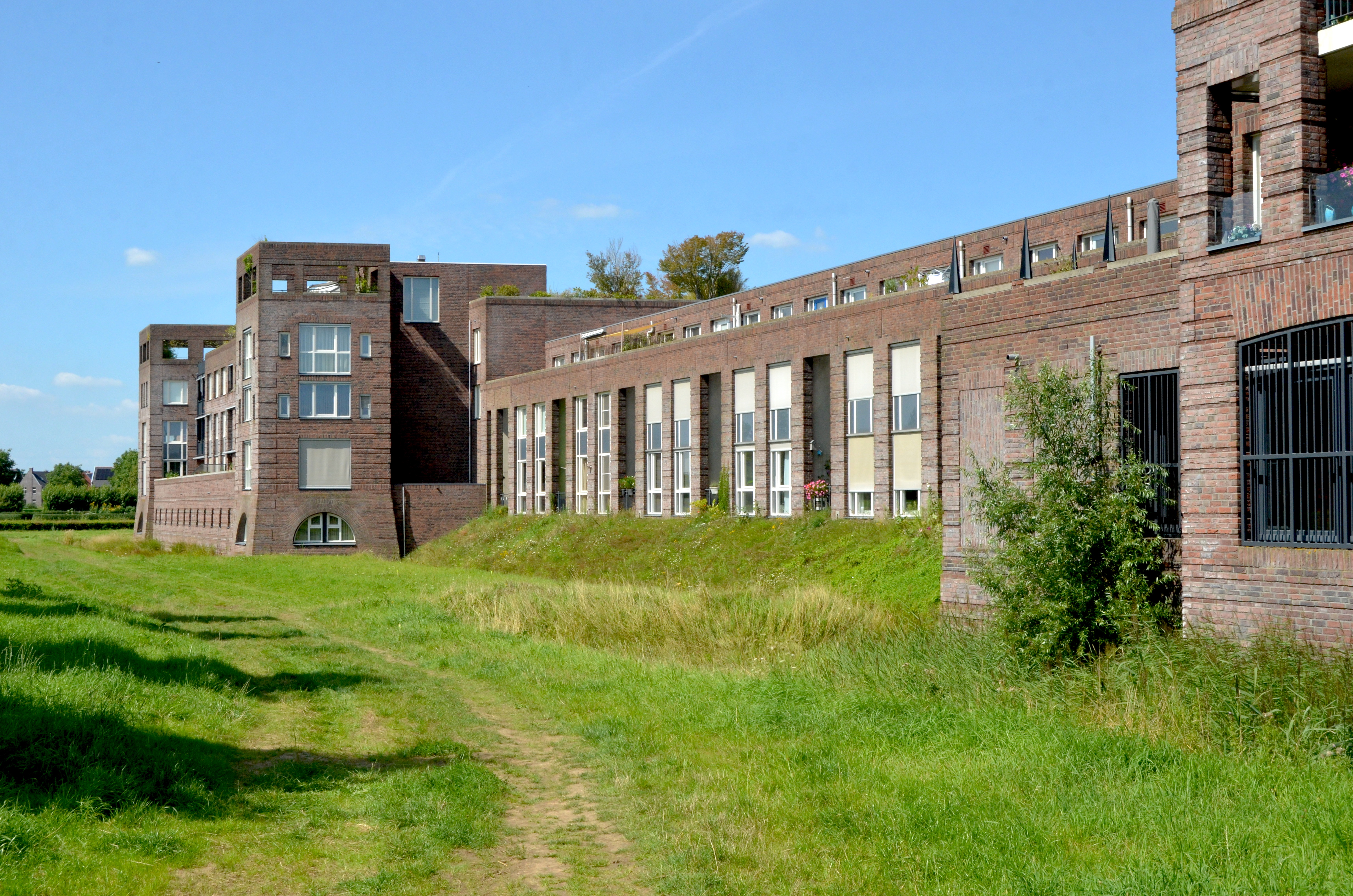
Slot Haverleij.
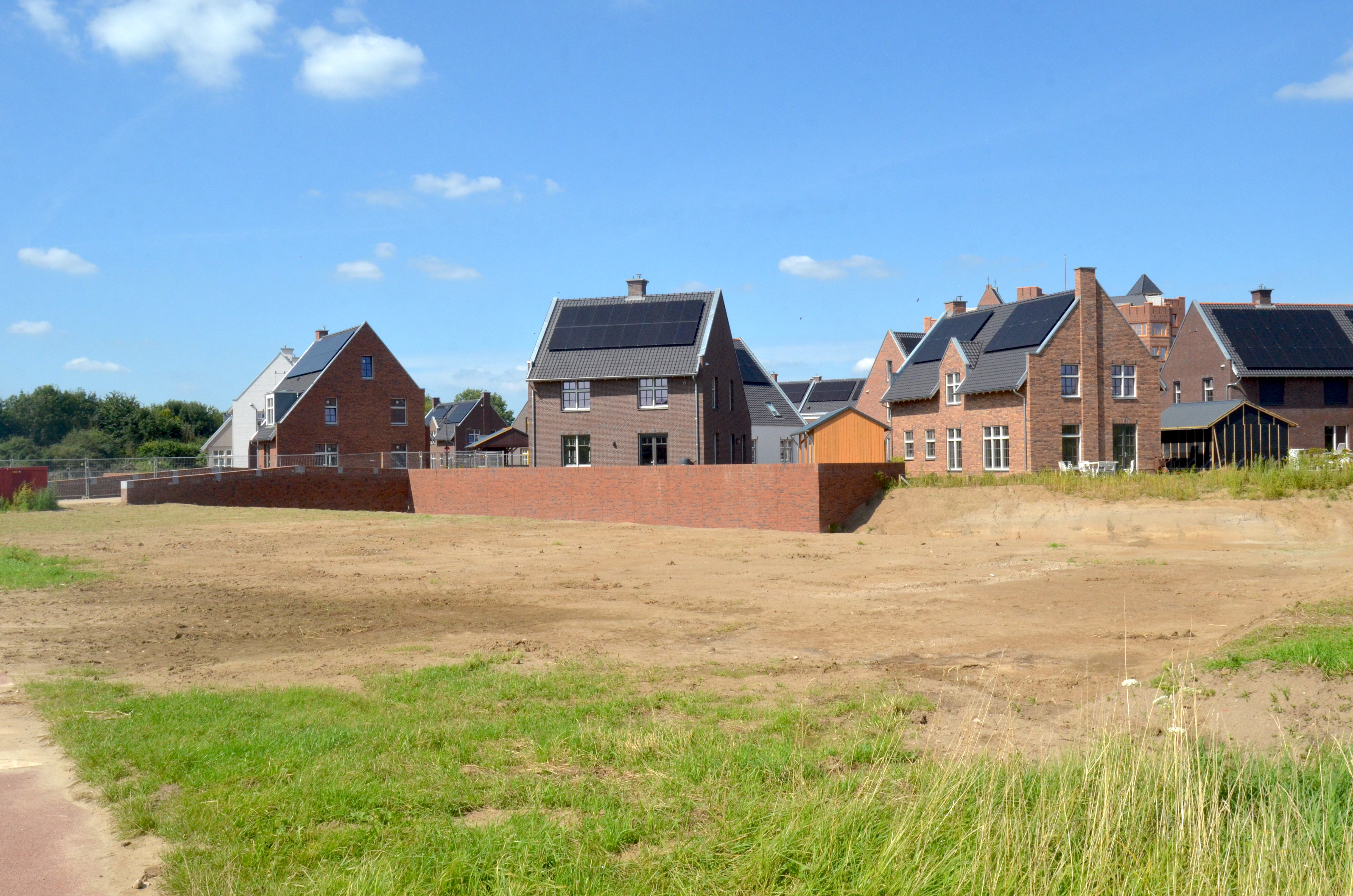
Kasteel Heesterburgh.
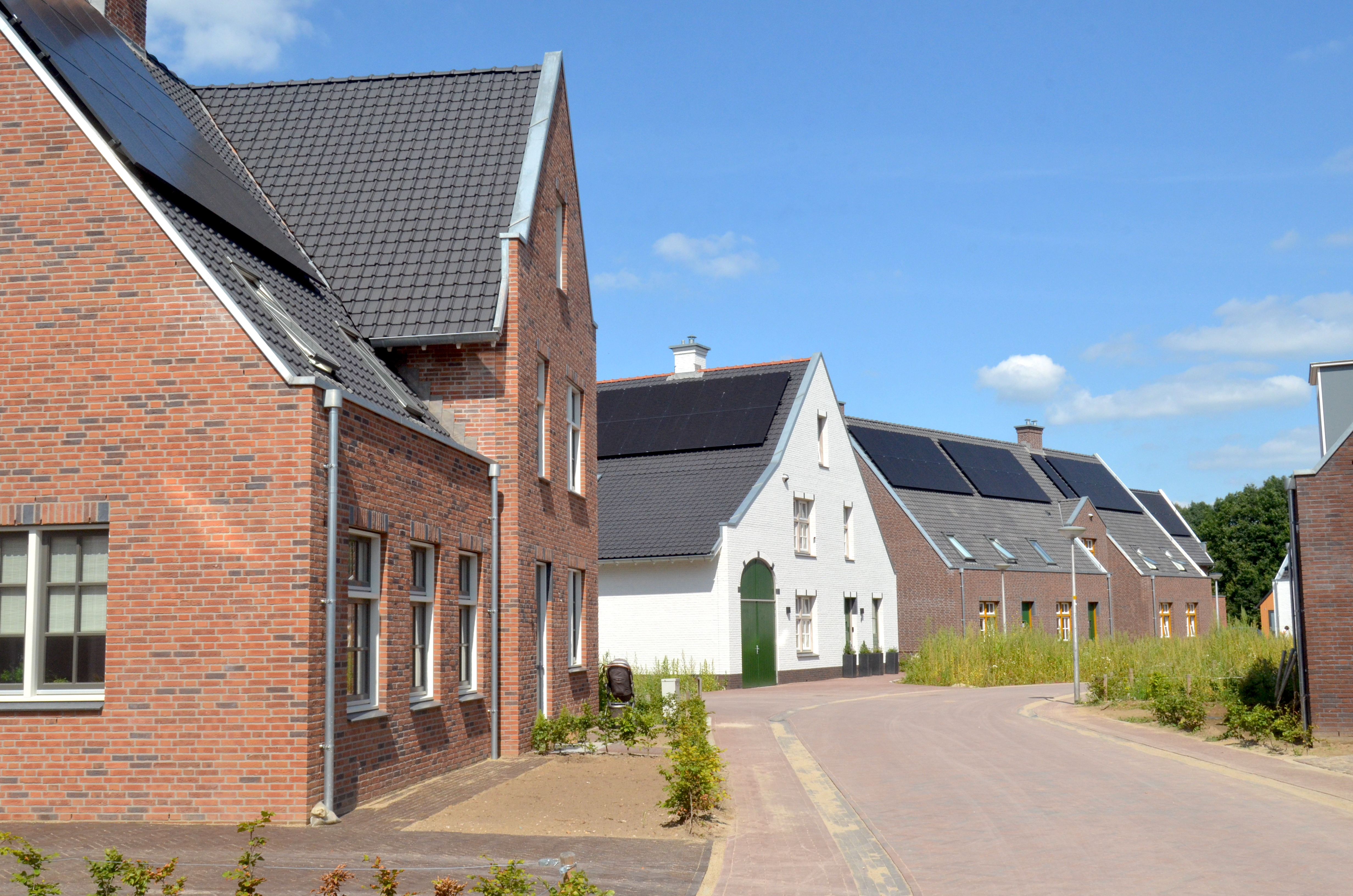
Kasteel Heesterburgh.
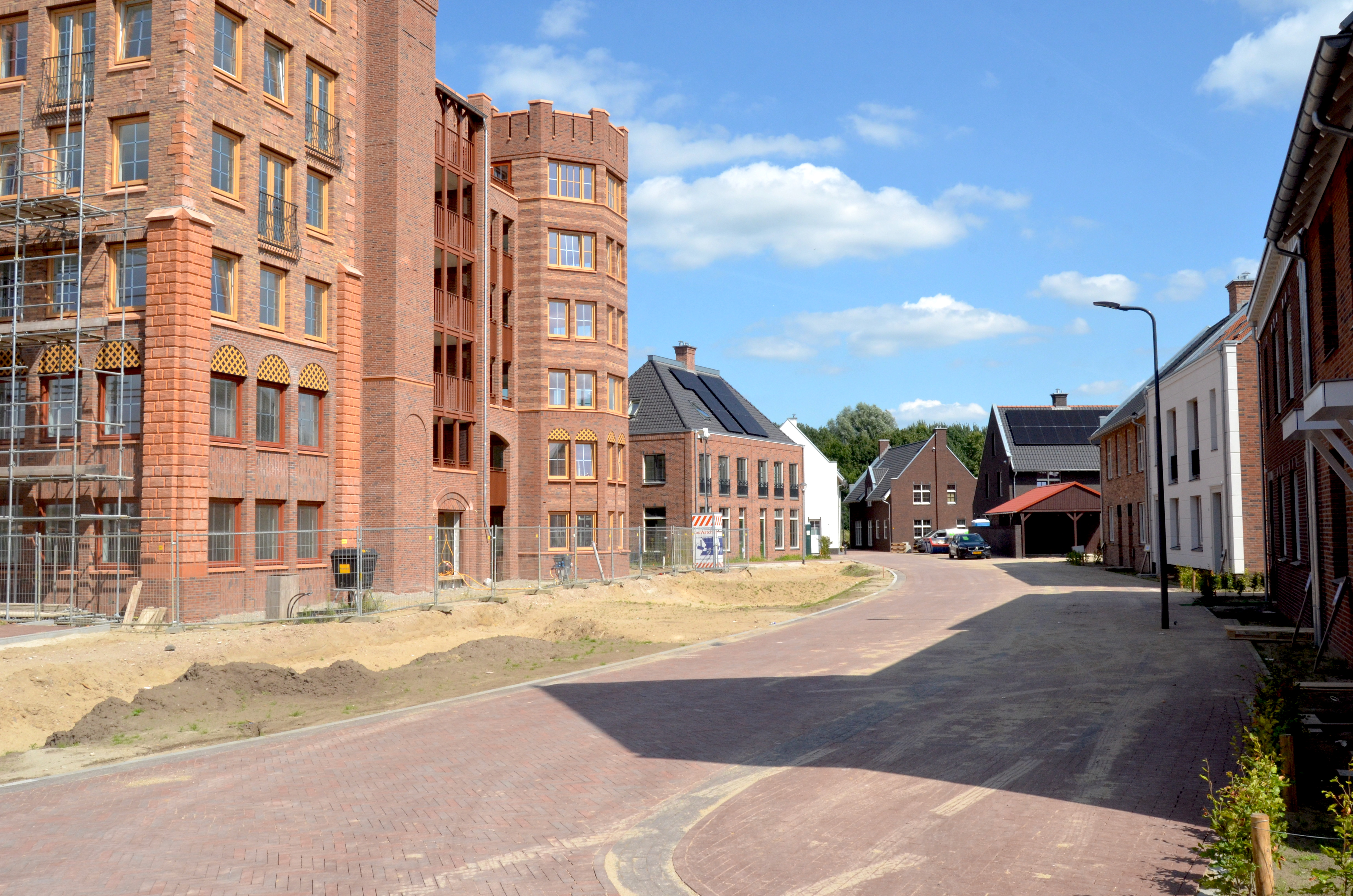
Kasteel Heesterburgh.
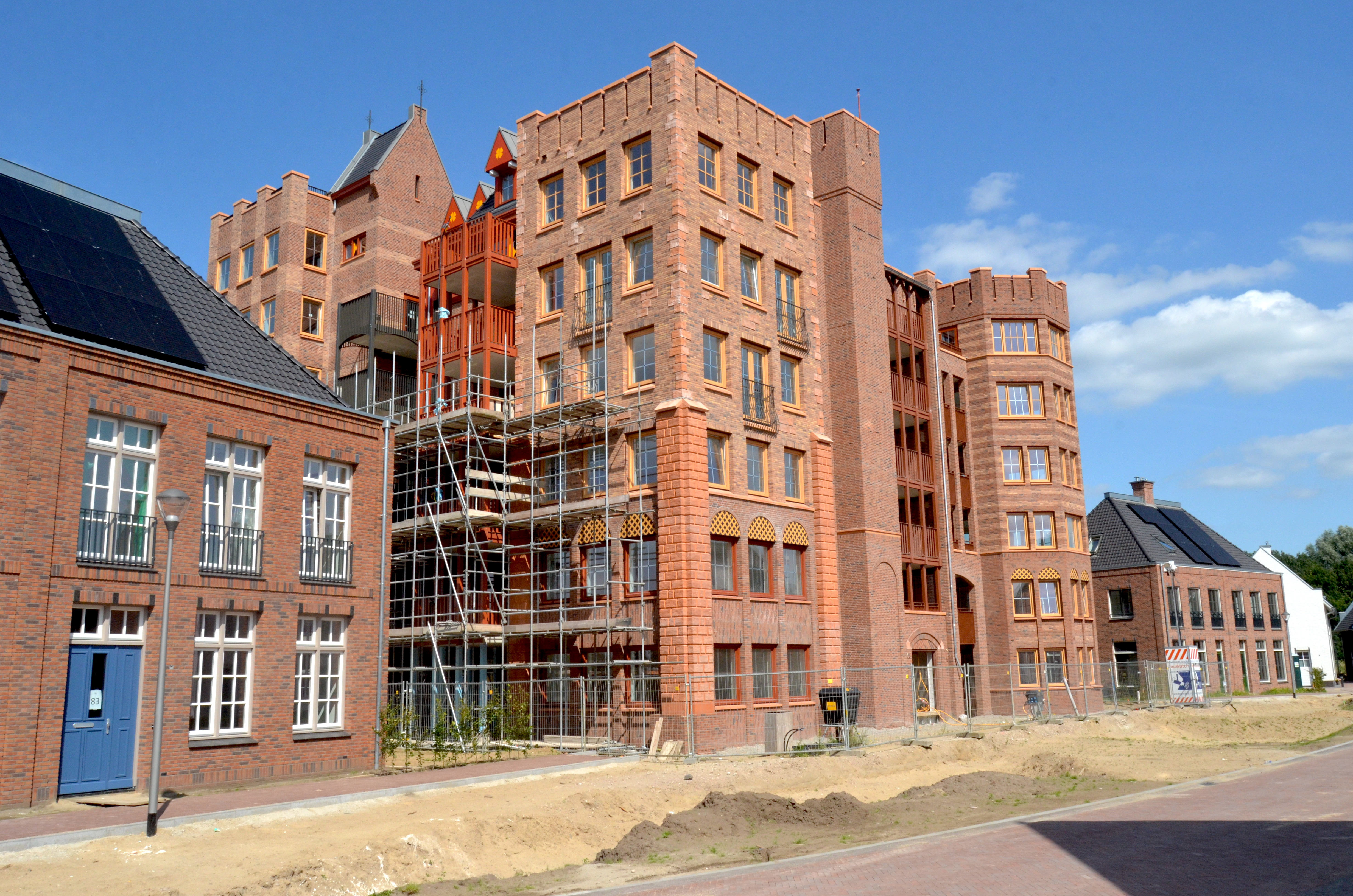
Kasteel Heesterburgh.
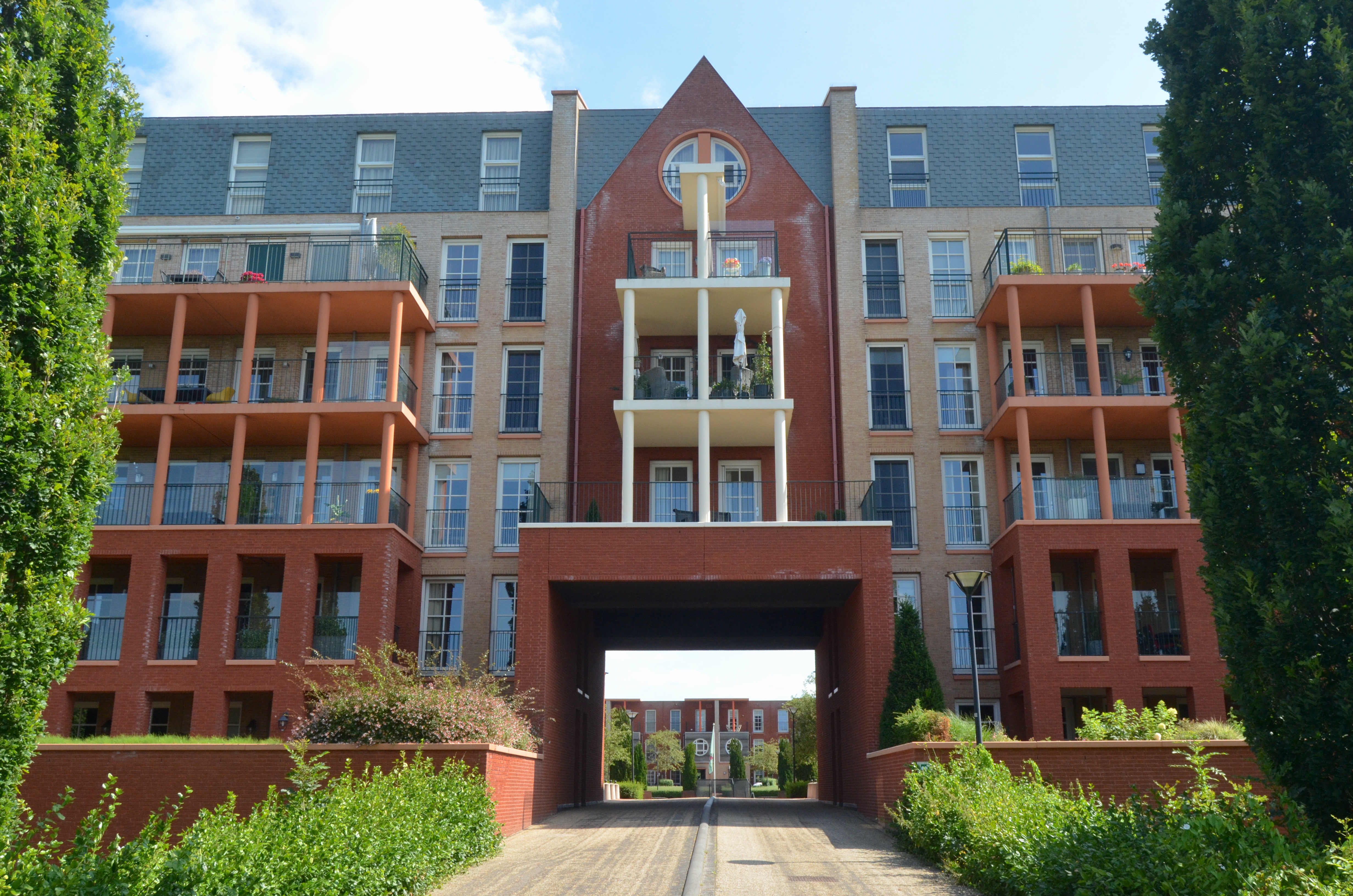
Kasteel Holterveste.
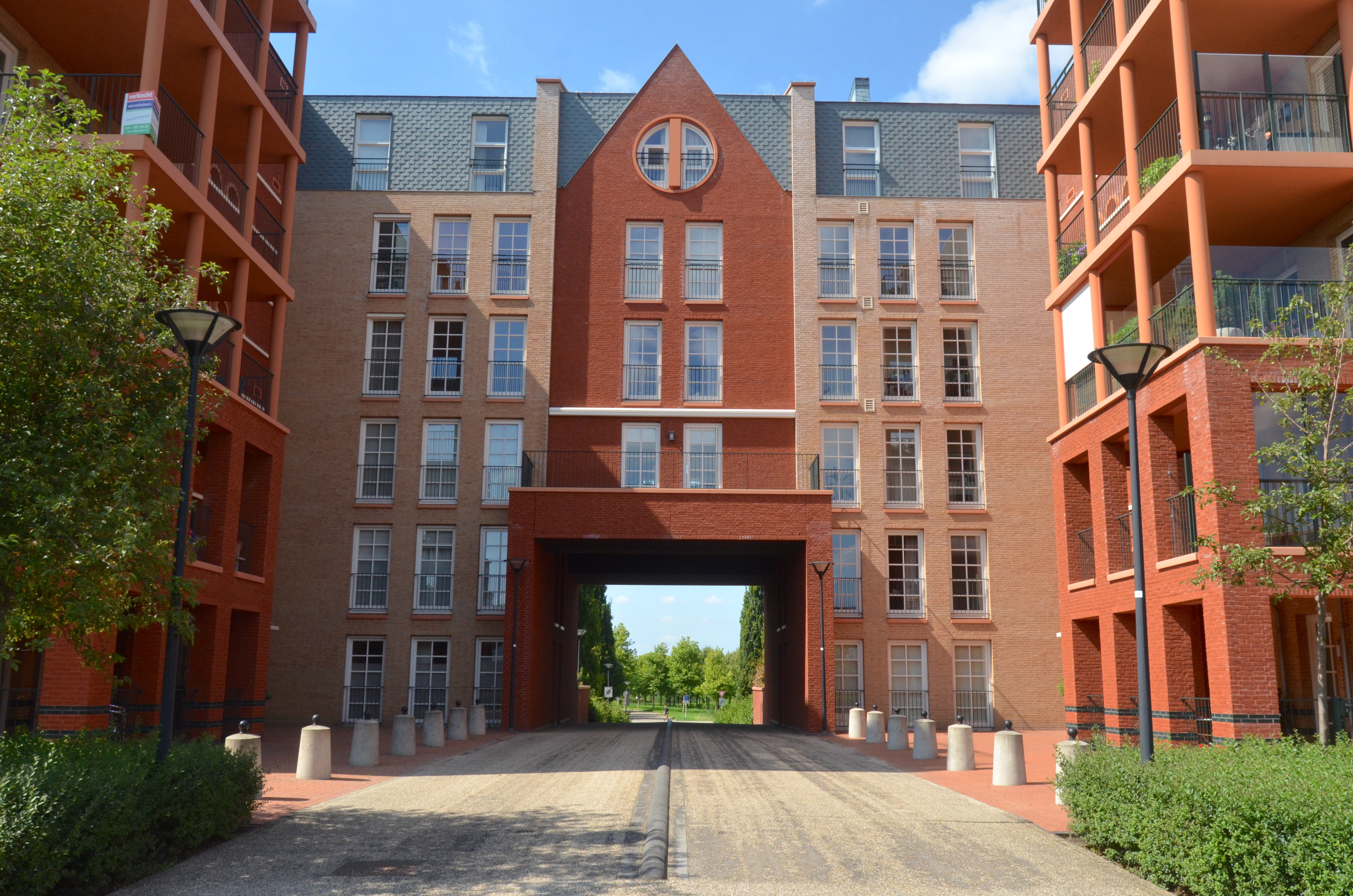
Kasteel Holterveste.
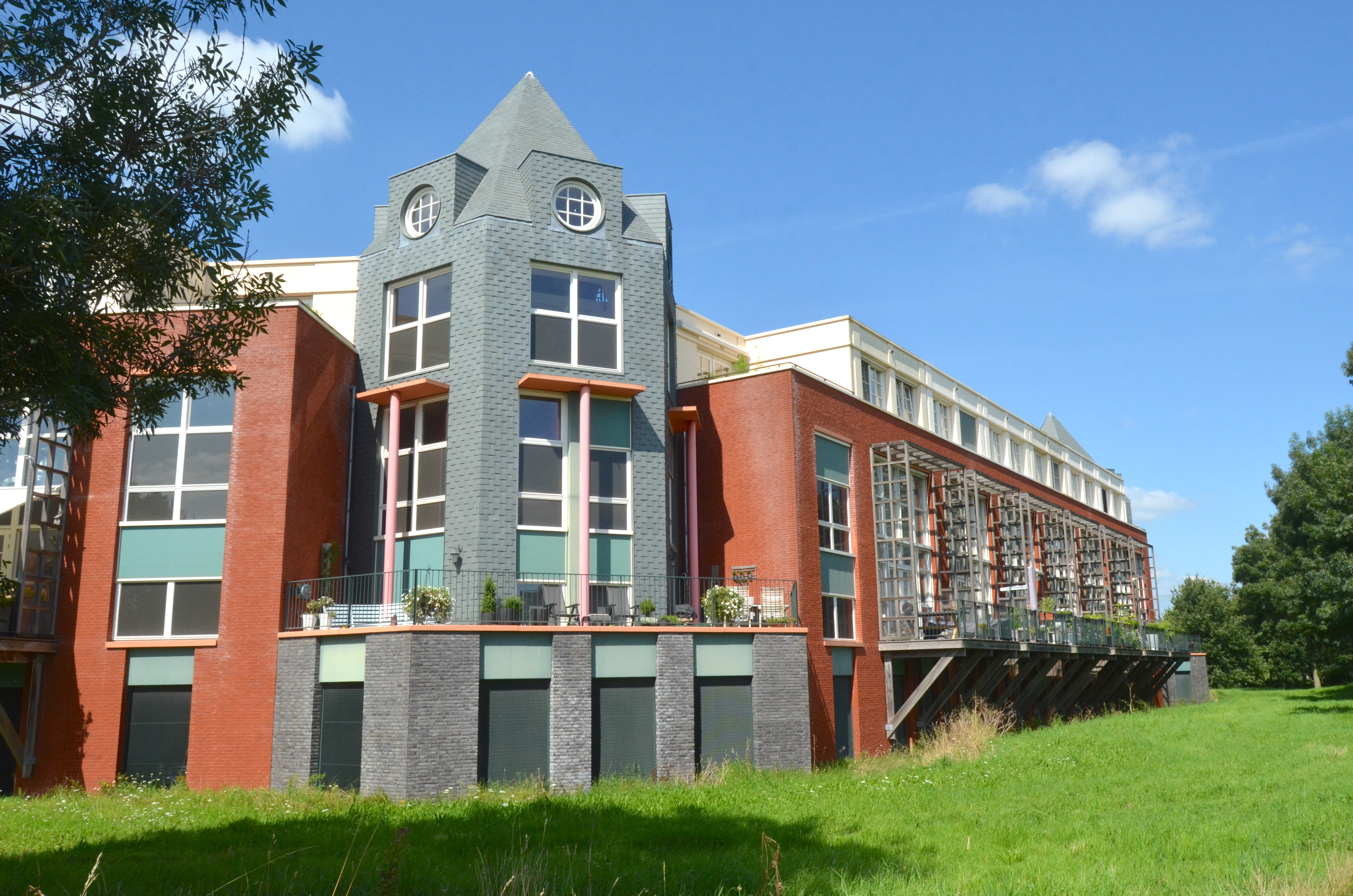
Kasteel Holterveste.
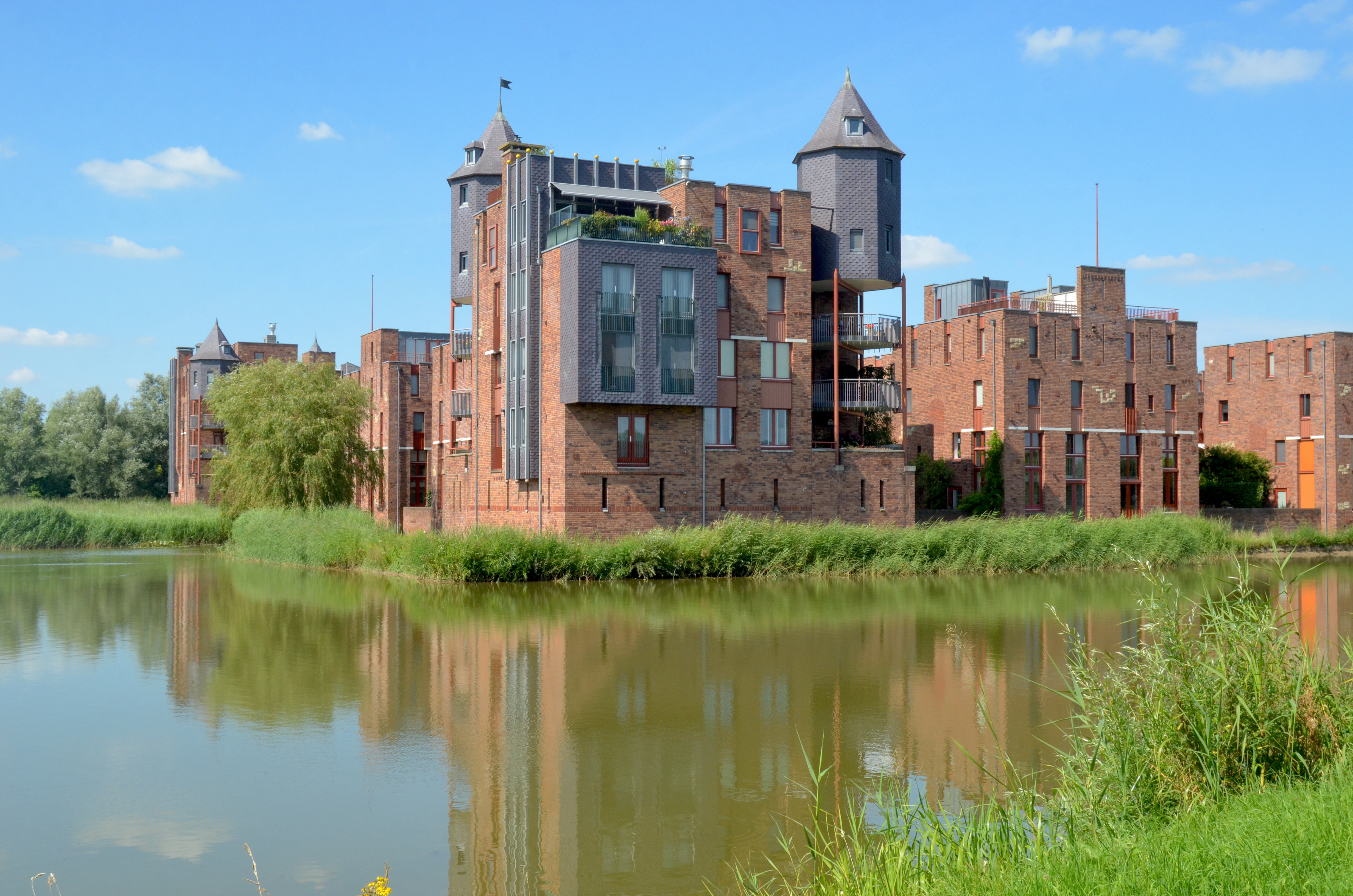
Kasteel Leliënhuyze.
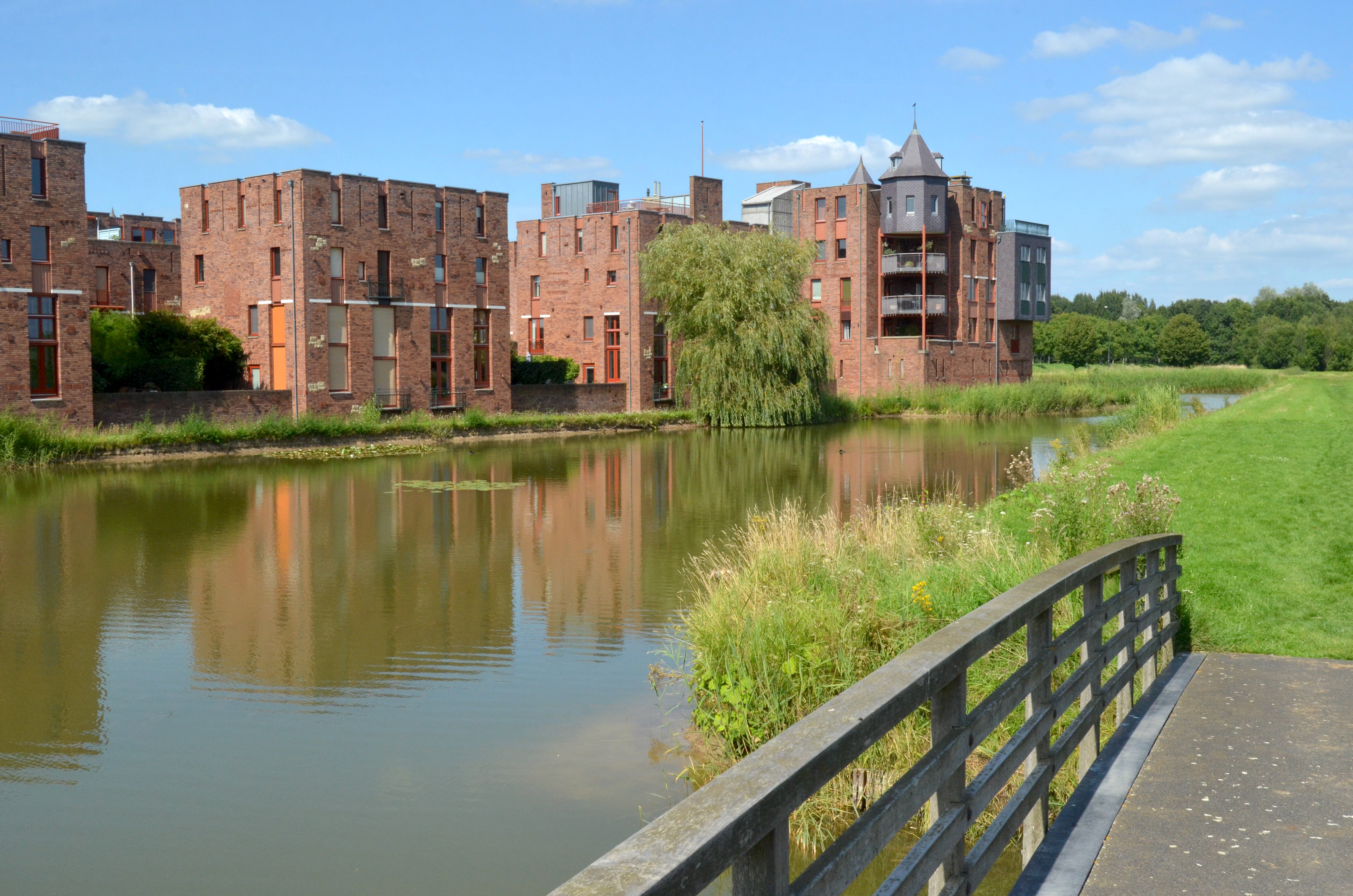
Kasteel Leliënhuyze.
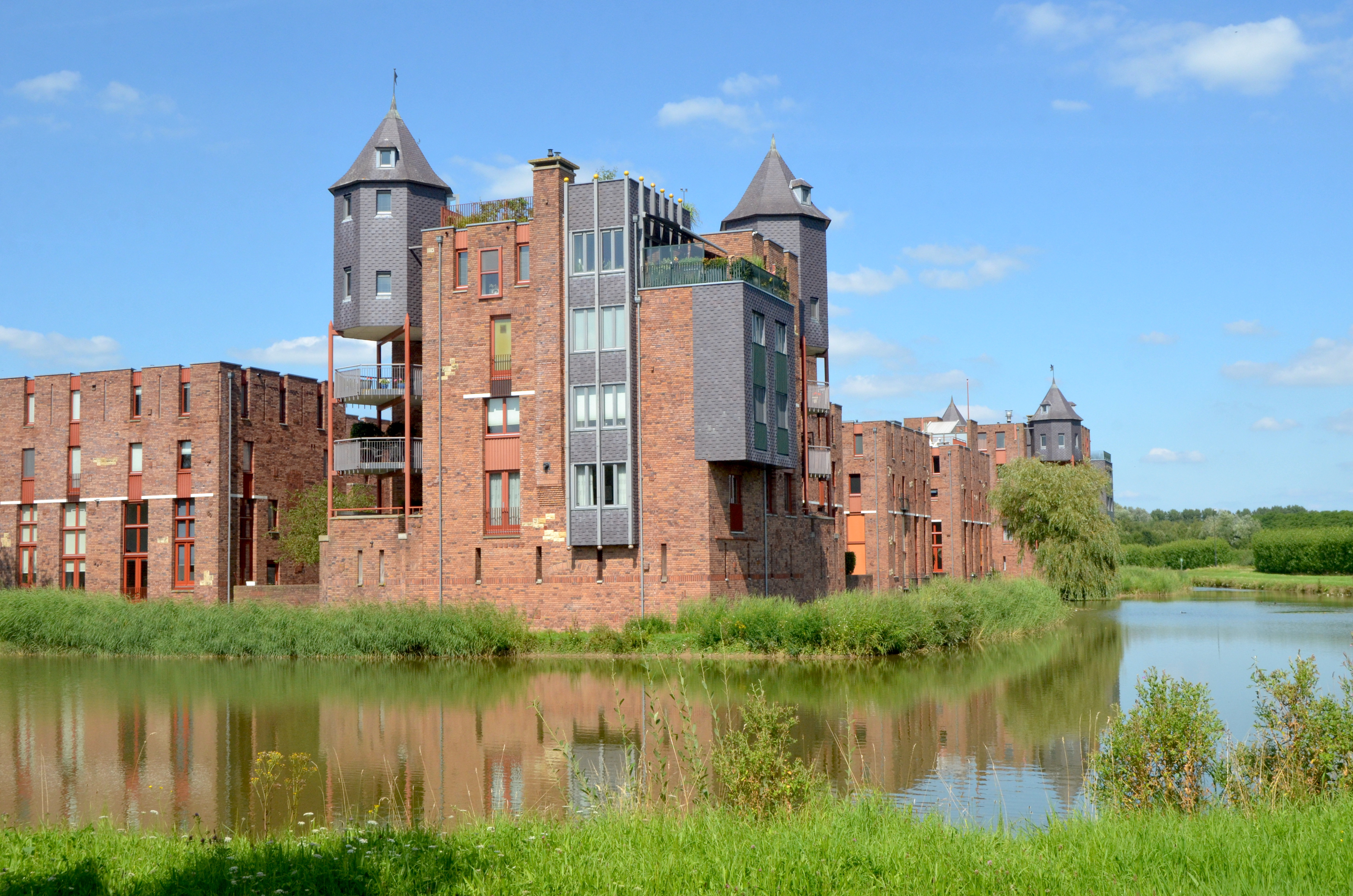
Kasteel Leliënhuyze.
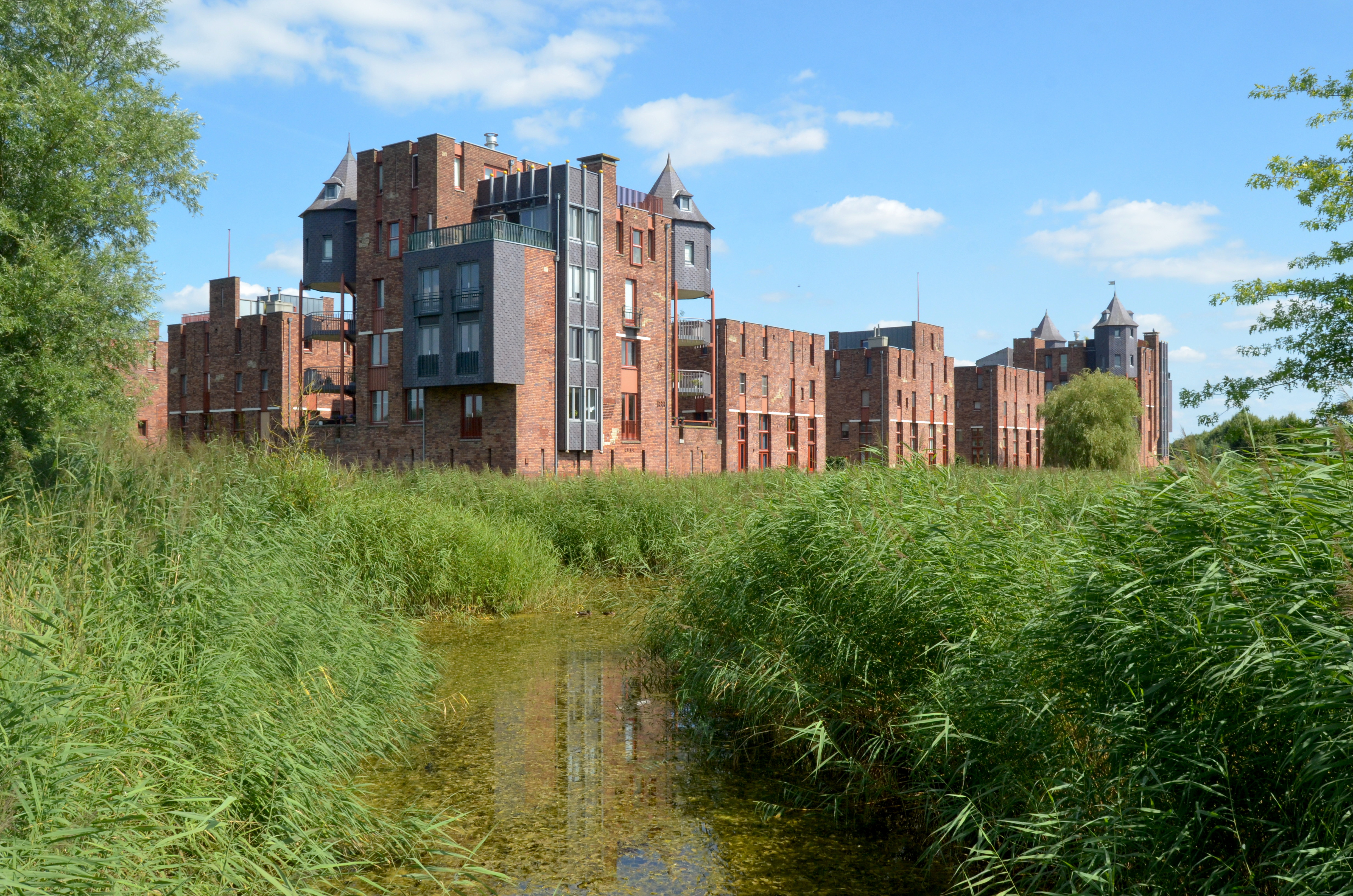
Kasteel Leliënhuyze.

## Afgeschermd wonen
Het project was door de gemeente bedoeld om zowel het fraaie landschap ter plaatse te sparen — nog in 1972 gingen de bestemmingsplannen uit van de vestiging van zware industrie — als zo veel mogelijk nieuwe welgestelde inwoners te lokken met een rustieke en door het landgoed- en kastelenconcept zeer veilige woonomgeving.
Net zoals naar Brandevoort in Helmond wordt vaak naar de Haverleij verwezen als een symptoom van afnemende sociale cohesie in de Nederlandse samenleving. De reden voor deze verwijzing is dat vormen van afgeschermd wonen worden gecombineerd met een welgestelde doelgroep, wat doet denken aan een gated community of hekwerkwijk. Maar het hier toegepaste gesloten bouwblok is niets anders dan het gesloten bouwblok uit de normale stedelijke omgeving. Volgens de betrokken architecten de belangrijkste en duurzame bouwsteen voor de stad en dito voorwaarde voor het samenleven.

## Trivia
- De Nederpoort-reclame van Achmea uit 2005 is in de Haverleij en in de Helmondse wijk Brandevoort gefilmd.
- In aflevering twee van het vierde seizoen van Hier zijn de Van Rossems bezoeken de Van Rossems deze wijk.